# Aeroportul Bordj Mokhtar
Aeroportul Bordj Mokhtar (IATA: BMW, ICAO: DATM) este un aeroport din Bordj-Badji-Mokhtar, Districtul Bordj Badji Mokhtar, Bordj Baji Mokhtar Province⁠(d), Algeria ce deservește zona Bordj-Badji-Mokhtar.
Situat la o altitudine de 397 m, aeroportul dispune de o singură pistă.